# Astarte (roman)
För andra betydelser, se Astarte (olika betydelser).
Astarte är Karin Boyes debutroman, utgiven 1931. Den utspelar sig i modeindustrin och har som huvudgestalt en skyltdocka kring vilken ett antal människor rör sig. Romanen är en kritik av det moderna konsumtionssamhället.
Boken blev belönad i en nordisk romanpristävling.